# Anja Cetti Andersen
Pour les articles homonymes, voir Andersen.
Anja Cetti Andersen (né le 25 septembre 1965) est une astronome et astrophysicienne danoise. Elle est professeure associée à l'Institut Niels Bohr. Auteure de plusieurs ouvrages, plusieurs de ses travaux de recherche sont multidisciplinaires  et touchent la physique, la chimie, la géologie et la biologie.

## Biographie
Anja Andersen affirme que son intérêt pour l'astronomie a été suscité lors d'une visite à son école de l'astronome Uffe Grae Jorgensen.
Elle obtient son B.Sc. en 1991, sa maîtrise en astronomie en 1995 et son Ph.D. en 1999, tous de l'université de Copenhague. Sa thèse s'intitule Cosmic Dust and Late-Type Stars.  
Elle obtient une subvention de la Carlsberg Foundation pour ses études postdoctorales, d'abord au Department of Astronomy & Space Physics de l'université d'Uppsala, puis à l'observatoire astronomique de l'université de Copenhague. Elle obtient par la suite un diplôme en pratique de l'enseignement supérieur.

## Carrière
Une partie de ses travaux concernent la poussière interstellaire. 